# Stratum spinosum

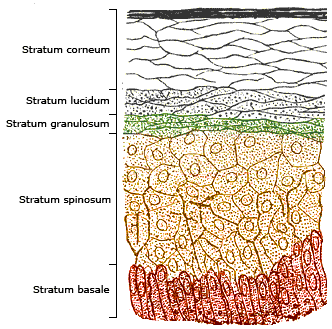
Représentation schématique de la coupe d'un épiderme.

Le stratum spinosum, appelé aussi couche de Malpighi ou couche épineuse, est un tissu épidermique constitué de cellules moins hautes que la couche basale, les cellules cubiques. 

## Description
On y note la présence de nombreux desmosomes (d'où le nom « spineux ») qui lient les cellules entre elles.
Dans le cytoplasme, il y a des tonofilaments (filaments intermédiaires organisés en trousseaux et composés de kératine).
Le corps muqueux de Malpighi contient des cellules polyédriques et forme la plus grande partie de l'épiderme.
Il comporte quatre à dix assises cellulaires gonflées d'eau et séparées par des espaces intercellulaires contenant une substance intermédiaire peu abondante.
La surface des kératinocytes présente de nombreuses villosités.

Des «ponts» relient les cellules entre elles, ce sont les desmosomes sur lesquels s'insèrent les tonofilaments qui se groupent pour former les tonofibrilles.

Les cellules adhèrent les unes aux autres grâce à une substance contenant des complexes hydrophobes et hydrophiles placés entre les desmosomes. Le système fibrillaire du corps muqueux est adapté aux pressions perpendiculaires et tangentielles auxquelles les cellules sont soumises.
Le corps muqueux contient notamment des cellules de Langerhans dont les prolongements dendritiques s’infiltrent jusqu'à la couche granuleuse vers le haut et jusqu'à la jonction dermo-épidermique, vers le bas.
Les cellules de Langerhans sont dérivées de la moelle osseuse et se multiplient au niveau de l'épiderme. Elles ont une activité macrophagique.

## Pathologies
Ce tissu voit, rarement, apparaître une tumeur bénigne dite acanthome.